# Katsarosita
La katsarosita és un mineral de la classe dels minerals orgànics que pertany al grup de la humboldtina. Rep el nom d'Īraklīs Katsaros (ΗΡΑΚΛΗΣ ΚΑΤΣΑΡΟΣ) (Làurion, 22 de desembre de 1969) qui ha dirigit com a guia un gran nombre de visites científiques de mostreig arqueològic i mineralògic a través de l'antic sistema miner de Làurion.

## Característiques
La katsarosita és un oxalat de fórmula química Zn(C₂O₄)(H₂O)₂. Va ser aprovada com a espècie vàlida per l'Associació Mineralògica Internacional l'any 2020, sent publicada en el mes d'abril de 2023. Cristal·litza en el sistema monoclínic.
Les mostres que van servir per a determinar l'espècie, el que es coneix com a material tipus, es troben conservades a les col·leccions de l'Institut für mineralogie und kristallographie de la Universitat de Viena (Àustria), amb el número de catàleg: hs13.977, i al museu mineralògic de Làurion (Grècia), amb el número de catàleg: t3201.

## Formació i jaciments
Va ser descoberta a la mina Esperanza, una de les mines de Kaminiza, situades al districte miner de Làurion (Àtica Oriental, Grècia). També ha estat descrita a Waitschach, al districte de Sankt Veit an der Glan (Caríntia, Àustria). Aquests dos indrets són els únics de tot el planeta on ha estat descrita aquesta espècie mineral.